# Serrat de la Roca
La Serrat de la Roca és una muntanya de 776 metres que es troba al municipi de Pinell de Solsonès, a la comarca catalana del Solsonès.